# مليكة (اسم)
مليكة اسم علم مؤنث عربي الأصل، جاء على صيغة تأنيث للمليك، مذكره مَلِيك، الذي هو صيغة مبالغة للملك. 